# Yoldiella powelli
Yoldiella powelli is een tweekleppigensoort uit de familie van de Yoldiidae. De wetenschappelijke naam van de soort is voor het eerst geldig gepubliceerd in 1950 door Dell.